# Budynek Zarządu Portu w Augustowie
Budynek Zarządu Portu w Augustowie − zabytkowy budynek w Augustowie.
Budynek powstał ok. 1829 na potrzeby budowy Kanału Augustowskiego. Ma konstrukcję drewnianą, zrębową, nawiązującą do stylu empire. Od wewnątrz jest otynkowany, z zewnątrz – otynkowany i oszalowany. Od połowy XIX w. wykorzystywany był jako biuro portu, a następnie mieszkanie nadzorcy i śluzowych. W latach 80. XX w. budynek przeszedł generalny remont. Obok dworku położony jest zabytkowy pałacyk d. Zarządu Wodnego.
Od 1973 w budynku mieści się Dział Historii Kanału Augustowskiego, będący częścią Muzeum Ziemi Augustowskiej. Prezentowana jest w nim wystawa stała „Historia budowy i eksploatacji Kanału Augustowskiego, z podkreśleniem roli gen. Ignacego Prądzyńskiego”, połączona z projekcją filmów wideo, dotyczących kanału.
Budowla nazywana jest błędnie dworkiem Prądzyńskiego. Drewniany dom Ignacego Prądzyńskiego z czasów budowy Kanału Augustowskiego znajdował się przy dzisiejszej ul. Wojska Polskiego (ówcześnie Krakowskiej) i spłonął w roku 1831.